# Xarifa lobata
Xarifa lobata är en skalbaggsart som beskrevs av Henry Clinton Fall 1929. Xarifa lobata ingår i släktet Xarifa och familjen trägnagare. Inga underarter finns listade i Catalogue of Life.